# 페네르바흐체 (농구)
페네르바흐체 율케르(Fenerbahçe Ülker)는 터키 이스탄불을 연고로 하는 프로농구단이다.

## 같이 보기
- 페네르바흐체 SK
- 페네르바흐체 SK (축구)